# DR-Baureihe 89.9
In die DR-Baureihe 89.9 reihte die Deutsche Reichsbahn Tenderlokomotiven mit der Achsfolge C und einer Achslast um 10 Tonnen von den in den 1930er Jahren verstaatlichten Privatbahnen Lübeck-Büchener Eisenbahn (LBE), Mecklenburgische Friedrich-Wilhelm-Eisenbahn-Gesellschaft (MFWE) und Prignitzer Eisenbahn (PE) ein.
Vorherrschend in dieser Baureihengruppe sind Lokomotiven, die der Reihe T 3 ähnlich, aber nicht identisch waren. Es sind auch Sonderkonstruktionen, die der Einheitsdampflokomotive ähneln, enthalten. Es wurden von der Deutschen Reichsbahn 1948 noch vor dem endgültigen Bezeichnungsschema drei Lokomotiven eingereiht. Die Lokomotiven haben bis zu ihrer Ausmusterung ihre Nummer behalten.

## Übersicht (unvollständig)
| DR-Betriebsnummer | ehem. Betriebsnummer  | Baujahr   | Bemerkung                                                                                               |
| ----------------- | --------------------- | --------- | --- |
| 89 901–902        | LBE 101 und 102       | 1924      | von Lübeck-Büchener Eisenbahn, Hersteller Henschel 20326, 20327                                         |
| 89 941–942, 952   | MFWE 2II, 12 und 1II  | 1911–1914 | von Mecklenburgische Friedrich-Wilhelm-Eisenbahn-Gesellschaft, Hersteller Hohenzollern 2703, 2704, 3323 |
| 89 911–912        | PE 1II und 2II        | 1925      | von Prignitzer Eisenbahn, Hersteller LHW 3061, 2859                                                     |
| 89 921            | PE 3II                | 1913      | von Prignitzer Eisenbahn, Hersteller Borsig 8463                                                        |
| 89 931–932        | PE 10 und 12          | 1912–1916 | von Prignitzer Eisenbahn, Hersteller Borsig 8398, Henschel 13602                                        |
| 89 951            | WPE 106               | 1912      | von Prignitzer Eisenbahn, Hersteller Henschel 11576                                                     |
| 89 953            | Lenz Typ b            | 1911      | von Kleinbahn Grünberg–Sprottau, Hersteller Vulcan 2619                                                 |
| 89 954            | ELNA 4                | 1929      | von Rosenberger Kreisbahn, Hersteller O&K 11687                                                         |
| 89 955            | Henschel Typ Bismarck | 1937      | von Werkbahn in Schlesien, Henschel Werknummer 21851                                                    |